# Карли Поуп
Карли Поуп (на английски: Carly Pope) е канадска актриса и продуцент. Участва в драми, комедии, трейлъри. Общо всичките ѝ филми са 58. Първият ѝ филм е през 1996 г., а последния – през 2010 г. Има двама братя – Крис, по-голям брат, който е и актьор, и по-малък – Александър.
В сериала „Фаворитки“ Карли Поуп изпълнява ролята на Саманта Макферсън. Тя дебютира на телевизионния екран през 1998 г. в сериала „Чакам те“, но истинска популярност и почитатели по цял свят ѝ носи ролята във „Фаворитки“.

## Филмография
- Един ден (ТВ сериал) (2010 г.)
- Textuality (2010 г.)
- Каскадьори (2009)
- Гей живот в Krektaune (2009)
- 24 часа: обратно изкупуване (TV) (2008)
- Едисон и Лео (2008)
- Say Goodnight (2008)
- Теорията на убийство (2008)
- Californication (ТВ сериал) (2007 – 2009 г.)
- Таблоиди (ТВ сериал) (2007 – 2008)
- Младежки Fever (2007)
- На дъното (2007)
- Itty Bitty Titty комитет (2007)
- Уислър (ТВ сериал) (2006 – 2007 г.)
- Доказателства (ТВ сериал) (2006)
- 10,5 точки: Апокалипсис (TV) (2006)
- Кетъринг роман (TV) (2005)
- Сандра Goes на Уислър (2005)
- Счупи крака, Роузи (2005)
- Пари за двама (2005)
- Френски момче (2005)
- Хамстер Кейдж, The (2005)
- Робсън оръжие (ТВ сериал) (2005 – 2008 г.)
- Сандра свири Дъмпинговият (2005)
- Младите мускетари (сериал) (2005)
- Теорията на прелъстяване (2004)
- Осемнадесет (2004)
- Всеки човек (2004)
- Планински (ТВ сериал) (2004 – 2005)
- Четири хиляди и четиристотин души (ТВ сериал) (2004 – 2007 г.)
- Ranch, The (TV) (2004)
- The Collector (ТВ сериал) (2004 – 2006 г.)
- Медицинска академия (2004)
- Хемингуей срещу Калахан (TV) (2003)
- Завръщането на мъртвите (ТВ сериал) (2003 – 2005)
- Двойна Бил (TV) (2003)
- Джейк 2.0 (ТВ сериал) (2003 – 2004 г.)
- А обратното е вярно (TV) (2003)
- Играта на възмездие (2003)
- Die първа (TV) (2003)
- Различни позиции (2002)
- Ким „Пет-а-плюс“ (ТВ сериал) (2002 – 2007 г.)
- Държава чудаци (2001)
- 24 часа (ТВ сериал) (2001 – 2010)
- The Glass House (2001)
- Възнаграждения търсачка (2001)
- В капана Purple Haze (TV) (2000)
- Сняг Day (2000)
- Най-добър (сериал) (1999 – 2001)
- Мома (TV) (1999)
- Чужденците в Дивия запад (видео) (1999)
- Disturbing Behavior (1998)
- Аз чаках за вас (TV) (1998)
- Pretender училище (TV) (1998)
- Naytmen (ТВ сериал) (1997 – 1998)
- A Girl's Пътеводител за целувки и други Кошмарите в Teenland (1996)

## Любопитно
- Първата ми целувка беше ужасна, признава Саманта от „Фаворитки“ [1]